# Johann Adam von Seuffert

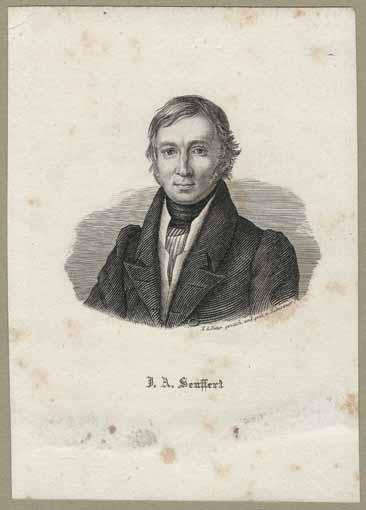
Johann Adam Seuffert, um 1831; Stahlstich von Carl August Helmsauer, um 1844

Johann Adam von Seuffert (* 15. März 1794 in Würzburg; † 8. Mai 1857 in München) war ein deutscher Rechtsgelehrter, Professor für Zivilrecht und Lehrstuhlinhaber in Würzburg.

## Leben
Johann Adam Seuffert wurde 1794 als Sohn des Juraprofessors und würzburgischen Hofrats Johann Michael von Seuffert geboren. Nach dem Besuch von Volksschule und Gymnasium studierte er an der Julius-Maximilians-Universität Würzburg zunächst zwei Jahre Geschichte und danach Rechtswissenschaften. Das Studium unterbrach er 1814, um als Leutnant im Würzburgischen Freiwilligen Jägerbataillon an der Endphase der Befreiungskriege in Frankreich teilzunehmen. Seine Kriegsbegeisterung kühlte rasch ab, was aus erhalten gebliebenen Briefen hervorgeht. Darin beklagt er Indolenz, Übermut und Kaltsinn seiner adeligen Vorgesetzten. Der Pariser Frieden und die beginnende Restauration zogen seinen Unmut und Spott auf sich. Im Februar 1815 gelang es Seuffert mit Hilfe seines Vaters, den Abschied vom Militär zu nehmen. Bereits im März 1815 erhielt er an der Würzburger Universität mit einer Arbeit über eherechtliche Fragen die Doktorwürde. Danach wechselte er an die Georg-August-Universität Göttingen, wo er unter anderem Vorlesungen bei Gustav von Hugo belegte. Im Wintersemester 1815/1816 wurde er in Göttingen habilitiert. Seuffert war befreundet mit dem evangelischen Göttinger Theologen Friedrich Lücke.
Anschließend war er als Privatdozent an der Universität Würzburg tätig, dort erhielt er im Juli 1817 eine außerordentliche Professur für Geschichte, Pandekten sowie bayerisches Zivilrecht. Zum ordentlichen Professor wurde er 1819 ernannt. Im selben Jahr heiratete er in München Augusta Zink, die Tochter des späteren Direktors des bayerischen Appellationsgerichts, Ernst August von Zink.
In den folgenden Jahren widmete sich Seuffert ganz seinem Beruf. Sein Hauptwerk, das Lehrbuch des praktischen Pandektenrechts erschien 1825. Im Jahre 1831 wurde er in die Bayerische Ständeversammlung gewählt, er war auch zweiter Präsident der Abgeordnetenkammer. Als Nachwirkung der Julirevolution von 1830 in Frankreich kam es auch in Bayern zu politischen Unruhen. König Ludwig I. reagierte mit Repressionen und verschärfte die Pressezensur. Im Landtag wurde dies als Verletzung der Verfassung bewertet. Johann Adam Seuffert wurde vorgeworfen, zu sehr der Demokratie zuzuneigen und für die Unruhen mitverantwortlich gewesen zu sein. Die Regierung entzog ihm am 1. September 1832 das Lehramt, Seuffert wurde als Richter an das Appellationsgericht Straubing strafversetzt. 1834 wurde er nach Ansbach und 1838 nach Eichstätt versetzt. Während seiner Tätigkeit als Richter begann er einen Kommentar zur bayerischen Gerichtsordnung. Einen Ruf an die Universität Zürich lehnte er 1838 ab. Wegen eines Nervenleidens beantragte er die vorzeitige Versetzung in den Ruhestand, die 1839 gewährt wurde.
Nach seiner Pensionierung zog Seuffert nach München, wo er eine Revision seines Kommentars zur Gerichtsordnung vornahm und eine neue Auflage des Lehrbuch des praktischen Pandektenrechts betreute. Er begründete 1847 das „Archiv für die Entscheidungen der obersten Gerichte in den deutschen Staaten“, das oft „Seuffert's Archiv“ genannt wurde. Es wurde bis 1944 fortgeführt. Seuffert veröffentlichte 1848 unter dem Pseudonym Julius Steinbühl Epigramme und Sinnsprüche eines Unparteiischen. 1848 setzte er sich für die Errichtung eines Staatenbundes in Deutschland ein, also gegen einen Bundesstaat. Er wandte sich auch gegen die Einrichtung einer Republik. Im gleichen Jahr gewann er im unterfränkischen Wahlbezirk Stadtprozelten die Wahl zum Abgeordneten für die Frankfurter Nationalversammlung, lehnte die Annahme des Mandates aber aus gesundheitlichen Gründen ab. Im Jahre 1850 erhielt er den persönlichen Adel.
Seine letzten Jahre verbrachte er körperlich geschwächt und zurückgezogen. Seuffert hinterließ fünf Töchter und zwei Söhne, darunter den Juristen Ernst August von Seuffert.

## Grabstätte

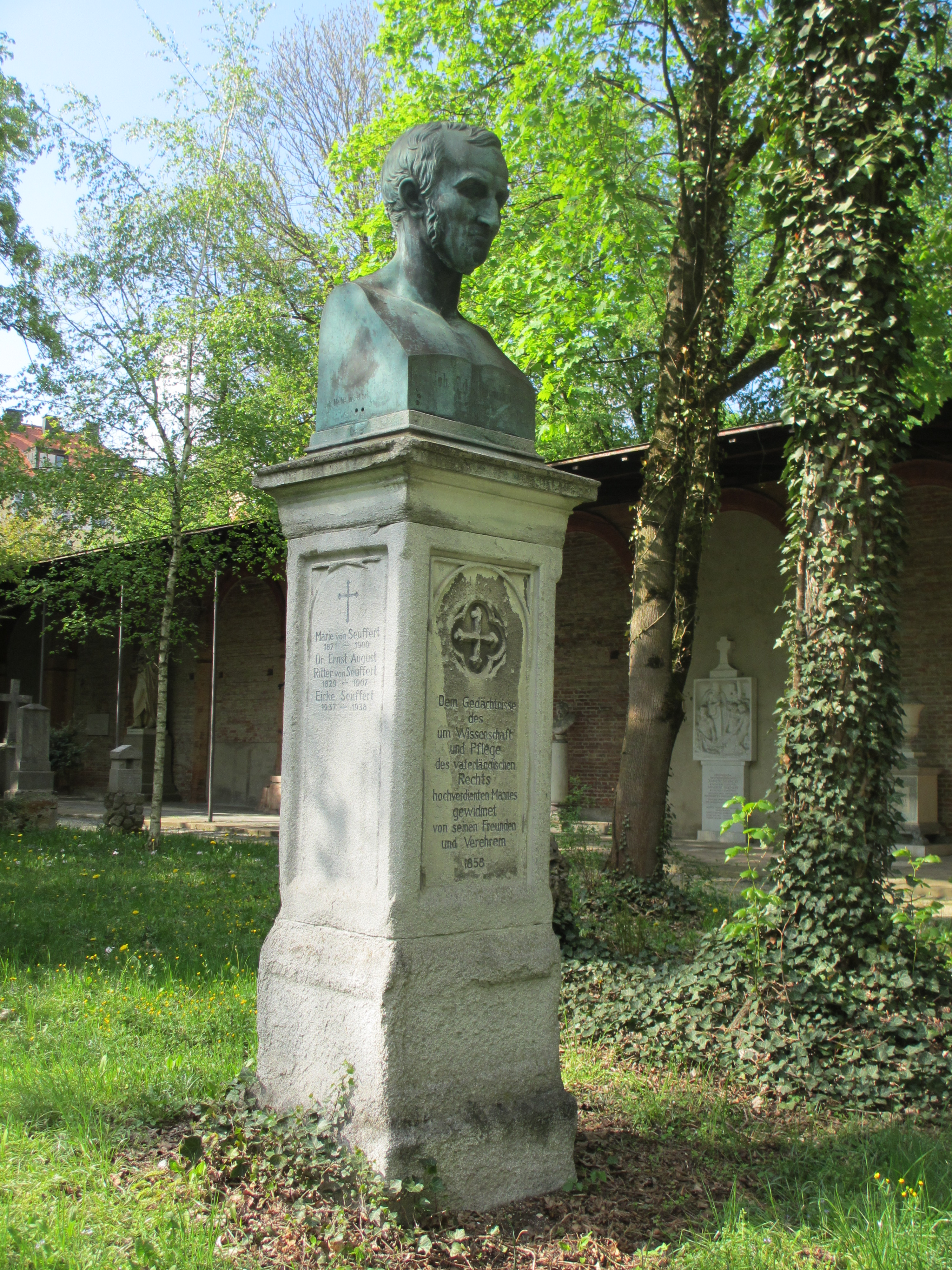
Grab von Johann Seuffert auf dem Alten Südlichen Friedhof in München

Die Grabstätte von Johann Seuffert befindet sich auf dem Alten Südlichen Friedhof in München (Gräberfeld 30 – Reihe 1 – Platz 21/22) Standort. Das Modell der Bronzebüste stammt von Johann von Halbig, der Sockel ist gestaltet von Anselm Sickinger.